# Municipio di Amburgo
Il Municipio di Amburgo (in tedesco: Hamburger Rathaus) è un edificio del centro della città tedesca di Amburgo, costruito in stile neorinascimentale tra il 1886 ed il 1897 su progetto di un gruppo di architetti guidato da Martin Haller.
È sede dell'ufficio del sindaco di Amburgo e delle assemblee del Senato (la giunta comunale) e del Parlamento di Amburgo e si trova in Rathausmarkt ("Piazza del Municipio"). Si tratta del sesto edificio ad essere adibito a municipio in città.
L'edificio accoglie mediamente 100.000 visitatori l'anno.

## Caratteristiche
All'esterno lo stile architettonico è neorinascimentale, abbandonato all'interno per diversi elementi storici È uno dei pochi edifici dello storicismo completamente conservati ad Amburgo. Costruito in un periodo di ricchezza e prosperità, in cui il Regno di Prussia e le sue forze armate sconfissero la Francia nella guerra franco-tedesca e si formò l'Impero tedesco, l'aspetto del nuovo Rathaus di Amburgo intendeva esprimere questa ricchezza e anche l'indipendenza dello Stato di Amburgo e le tradizioni repubblicane di Amburgo. Il municipio ha una superficie totale di 17.000 m2, senza includere il ristorante Ratsweinkeller, ora chiamato Parlament, di 2.900 m2. La torre è alta 112 metri con 436 gradini. È opinione comune che l'Hamburg Rathaus abbia più stanze di Buckingham Palace (647 contro 775), su una superficie dell'edificio di 5.400 m2 L'edificio è costruito in granito ed arenaria e si poggia su 4.000 pali.
Il balcone è sormontato da un mosaico raffigurante la dea protettrice di Amburgo, Hammonia, lo stemma della città e un'iscrizione in oro del motto della città in latino: Libertatem quam peperere maiores digne studeat servare posteritas.
Nella stessa facciata sono raffigurati 20 imperatori tedeschi. disposti in quest'ordine:
- nella colonna centrale i due di maggior pregio a destra Carlo Magno e a sinistra Federico Barbarossa
- a seguire partendo dalla destra dell'edificio:

1. Ludovico il Pio
2. Ludovico II il Giovane
3. Corrado I di Franconia
4. Enrico I di Sassonia
5. Ottone I di Sassonia
6. Ottone II di Sassonia
7. Corrado II il Salico
8. Enrico III il Nero
9. Lotario II di Supplimburgo
10. Enrico VI di Svevia
11. Federico II di Svevia
12. Rodolfo I d'Asburgo
13. Carlo IV di Lussemburgo
14. Massimiliano I d'Asburgo
15. Carlo V d'Asburgo
16. Massimiliano II d'Asburgo
17. Giuseppe II d'Asburgo-Lorena
18. Francesco II d'Asburgo-Lorena

## Storia
Dopo che il vecchio municipio fu distrutto nel grande incendio del 1842, ci vollero quasi 44 anni per costruirne uno nuovo. L'edificio attuale fu progettato da un gruppo di sette architetti, guidati da Martin Haller. La costruzione iniziò nel 1886 e il nuovo municipio fu inaugurato nel 1897. Il suo costo fu di 11 milioni di marchi tedeschi d'oro, circa 80 milioni di euro. Il 26 ottobre 1897, in occasione della cerimonia ufficiale di apertura, il primo sindaco Johannes Versmann ricevette le chiavi del municipio.
Nel dopoguerra, diversi capi di Stato hanno visitato Amburgo e il suo municipio, tra cui l'imperatore Hailé Selassié I, lo Sha Mohammed Reza Pahlavi nel 1955 e la regina Elisabetta II nel 1965. Sulla piazza del mercato si tenne una commovente cerimonia di commemorazione per le vittime dell'alluvione del Mare del Nord del 1962. Momenti più felici sono stati i festeggiamenti dell'Hamburger SV come campione di calcio tedesco, l'ultima volta però nel 1983.
Nel 1971 una stanza della torre fu scoperta solo accidentalmente durante la ricerca di un documento caduto dietro uno schedario. È quindi probabile che ci siano ancora più stanze delle 647 attualmente contate.

## Punti d'interesse

### Esterni

#### Fontana di Igea
Il cortile è decorato con una fontana Igea, dea della salute e dell'igiene nella mitologia greca, e le figure che la circondano rappresentano il potere e la purezza dell'acqua. La fontana è stata costruita in ricordo dell'epidemia di colera del 1892; il suo antico scopo tecnico era il raffreddamento dell'aria del municipio.

### Interni

#### Bürgermeistersaal
La Bürgermeistersaal, la "Sala del Borgomastro" custodisce il "Libro d'Oro" della città di Amburgo, dove si trova un elenco degli ospiti più celebri ricevuti nel municipio.

## Ulteriori immagini

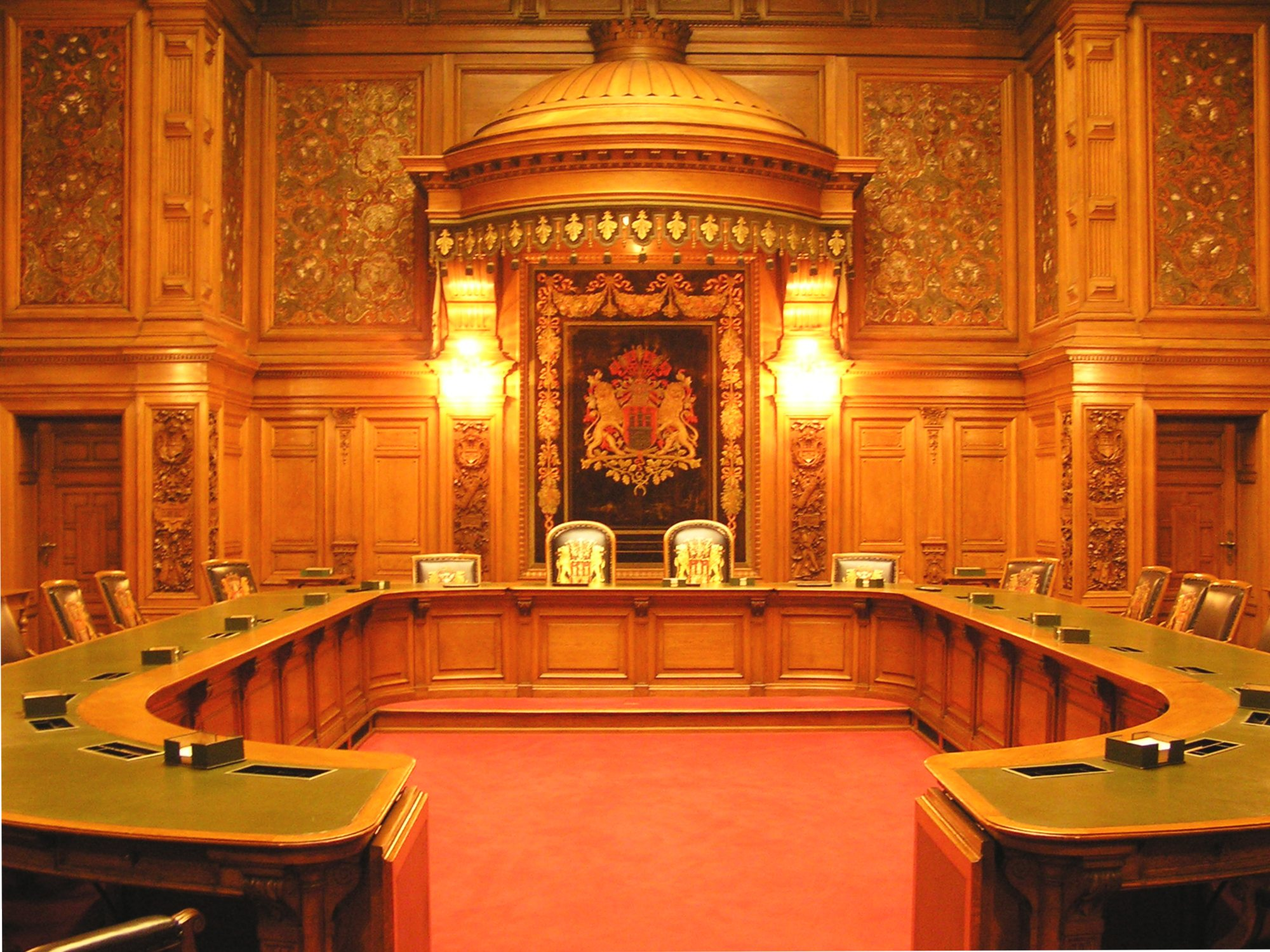
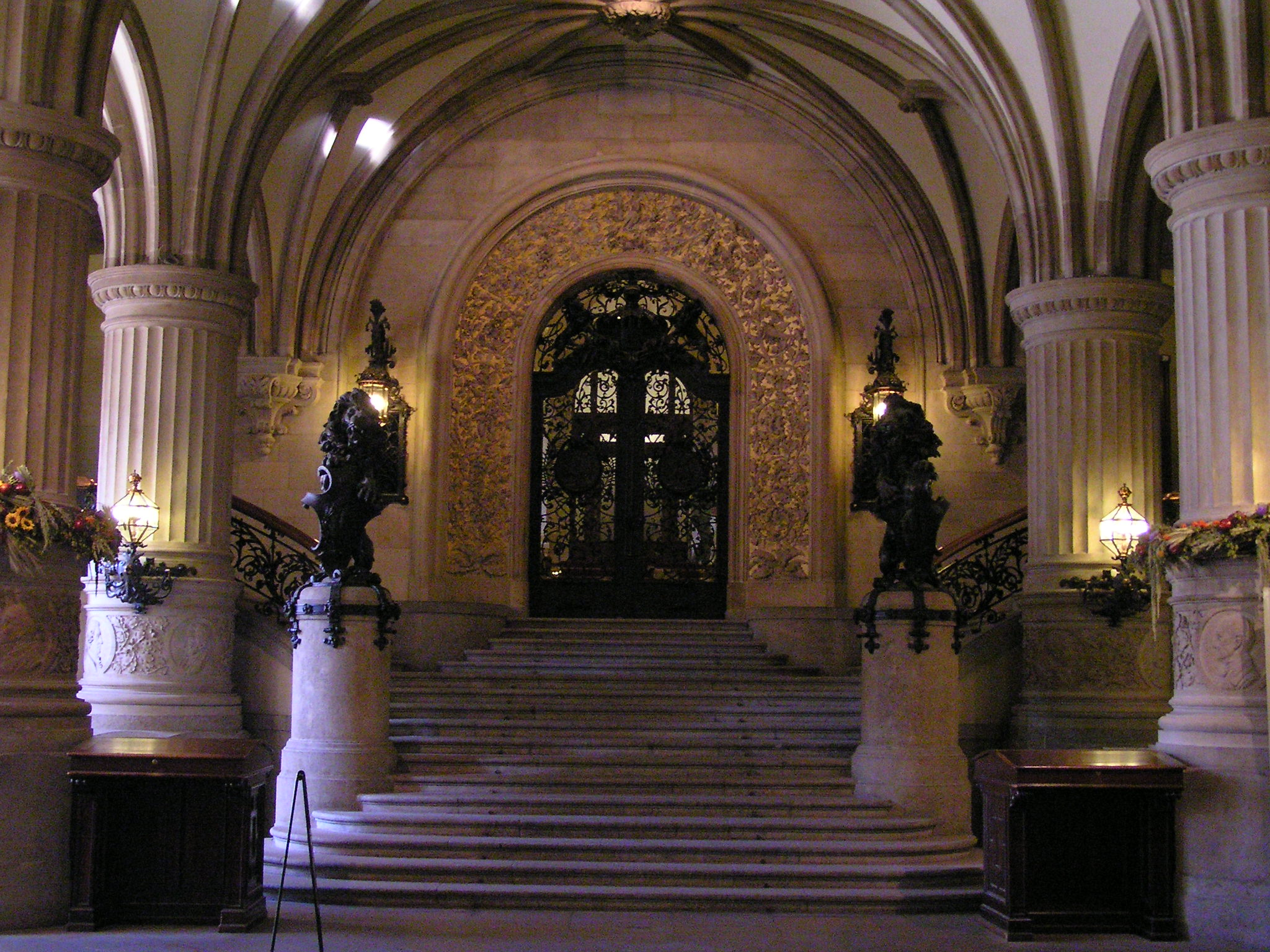
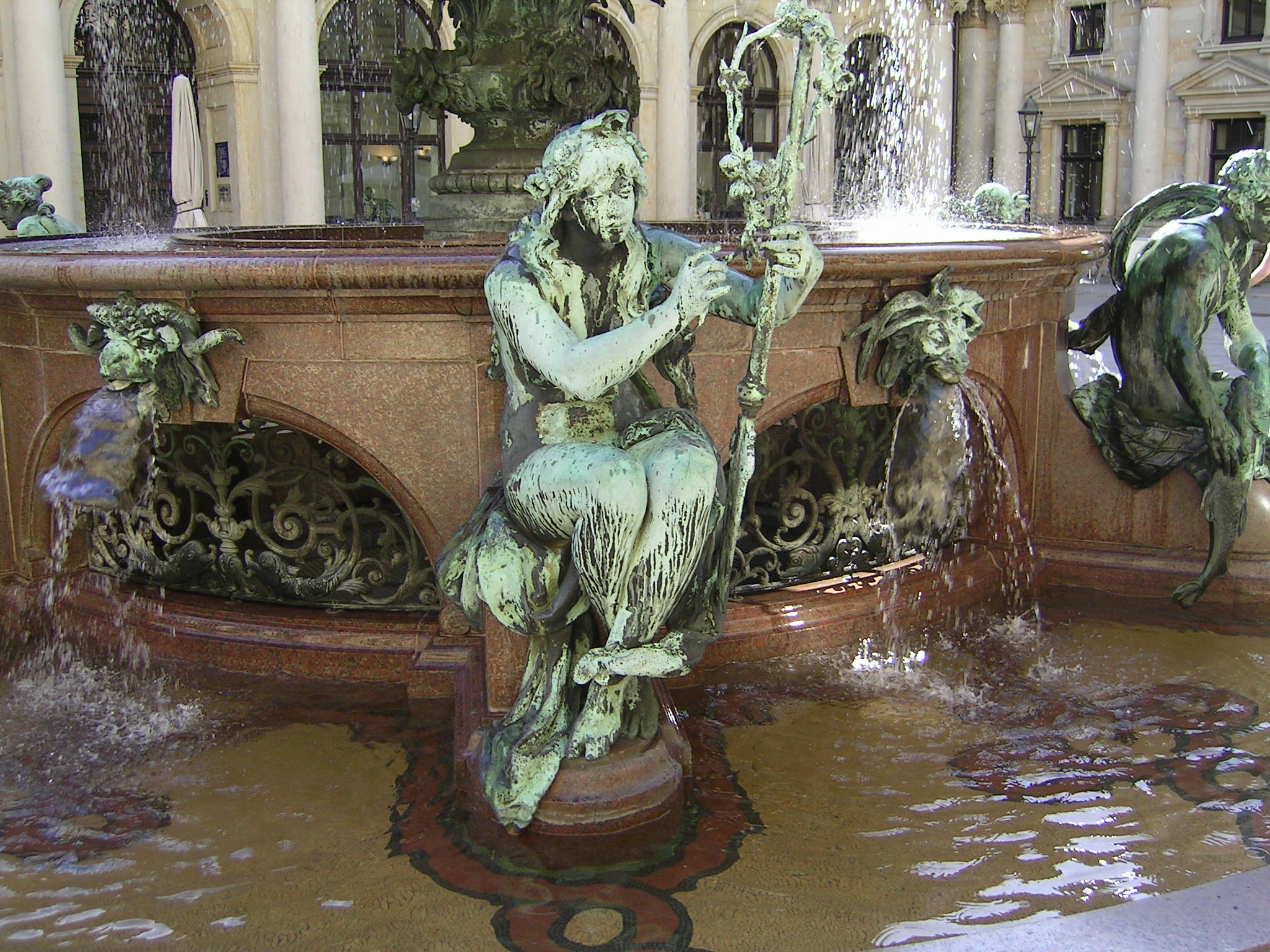
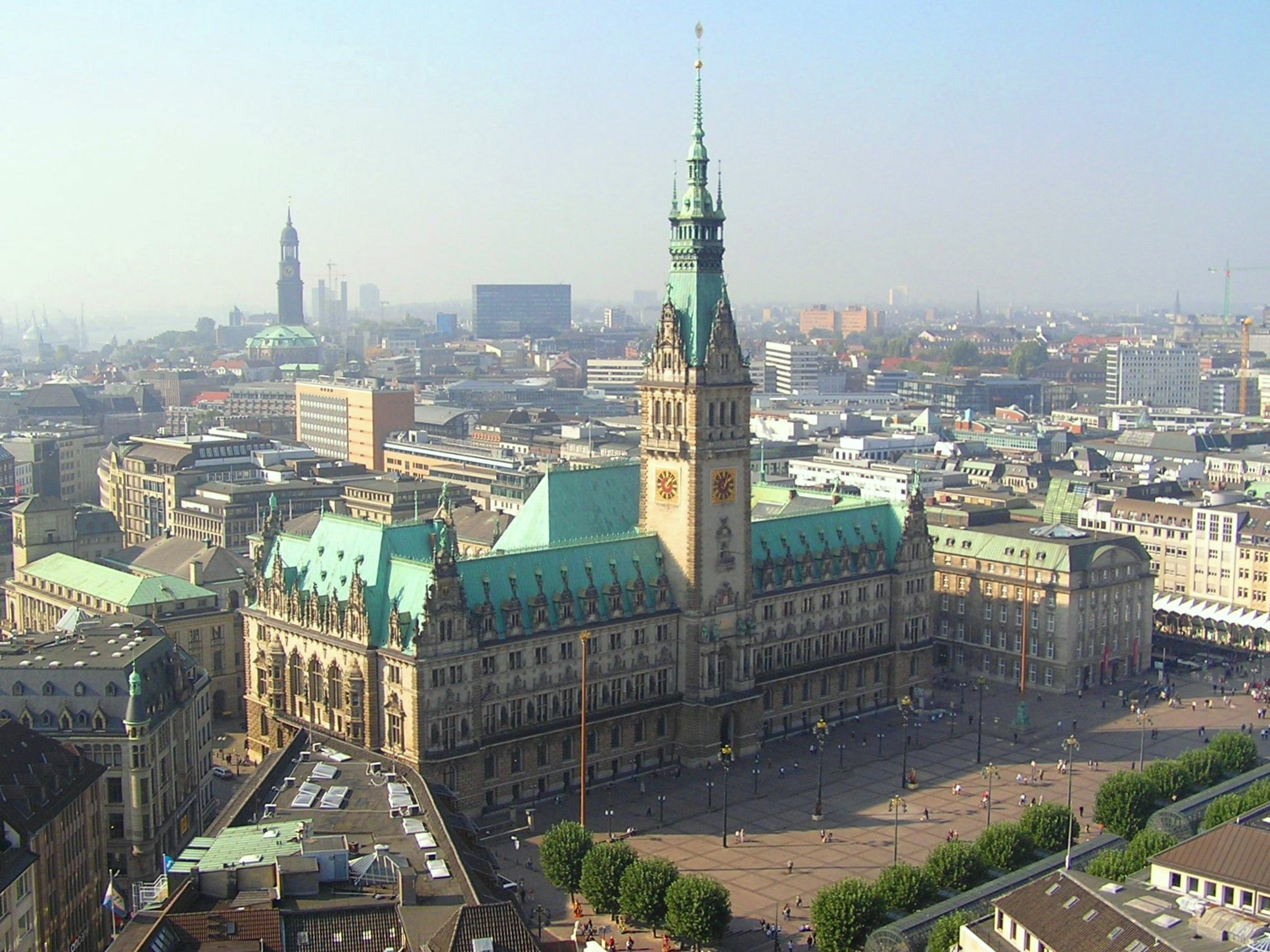
Veduta dall'alto del Municipio di Amburgo
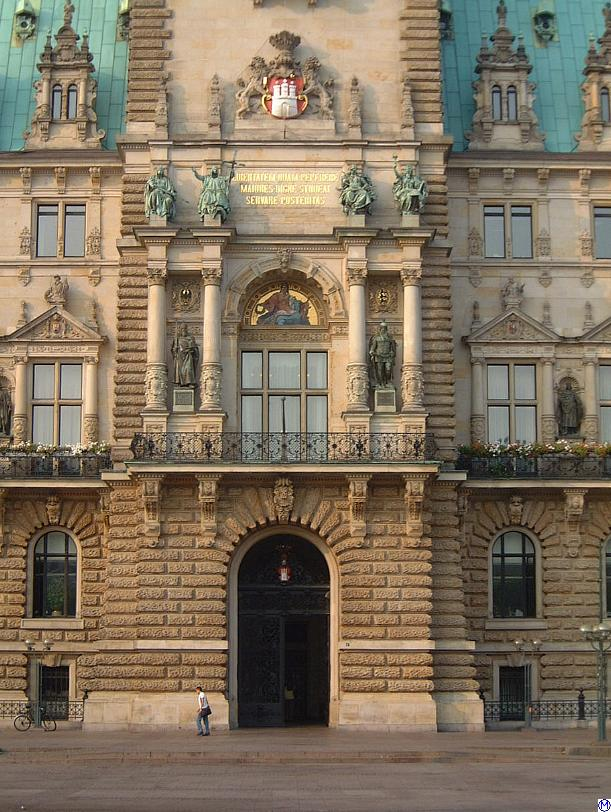
Municipio di Amburgo: Particolare della facciata
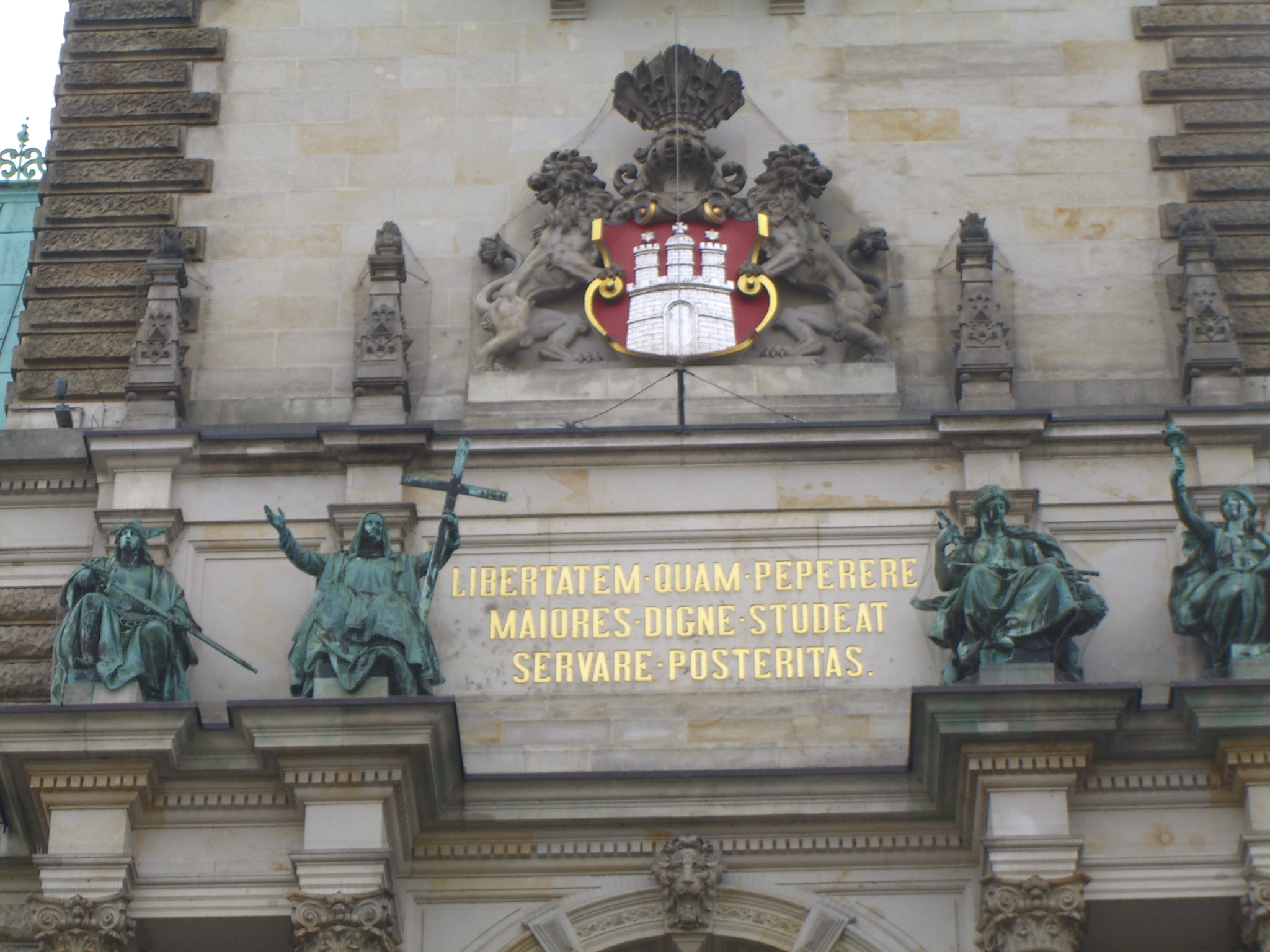
Municipio di Amburgo: L'ingresso principale con il motto di Amburgo Libertatem quam peperere maiores digne studeat servare posteritas
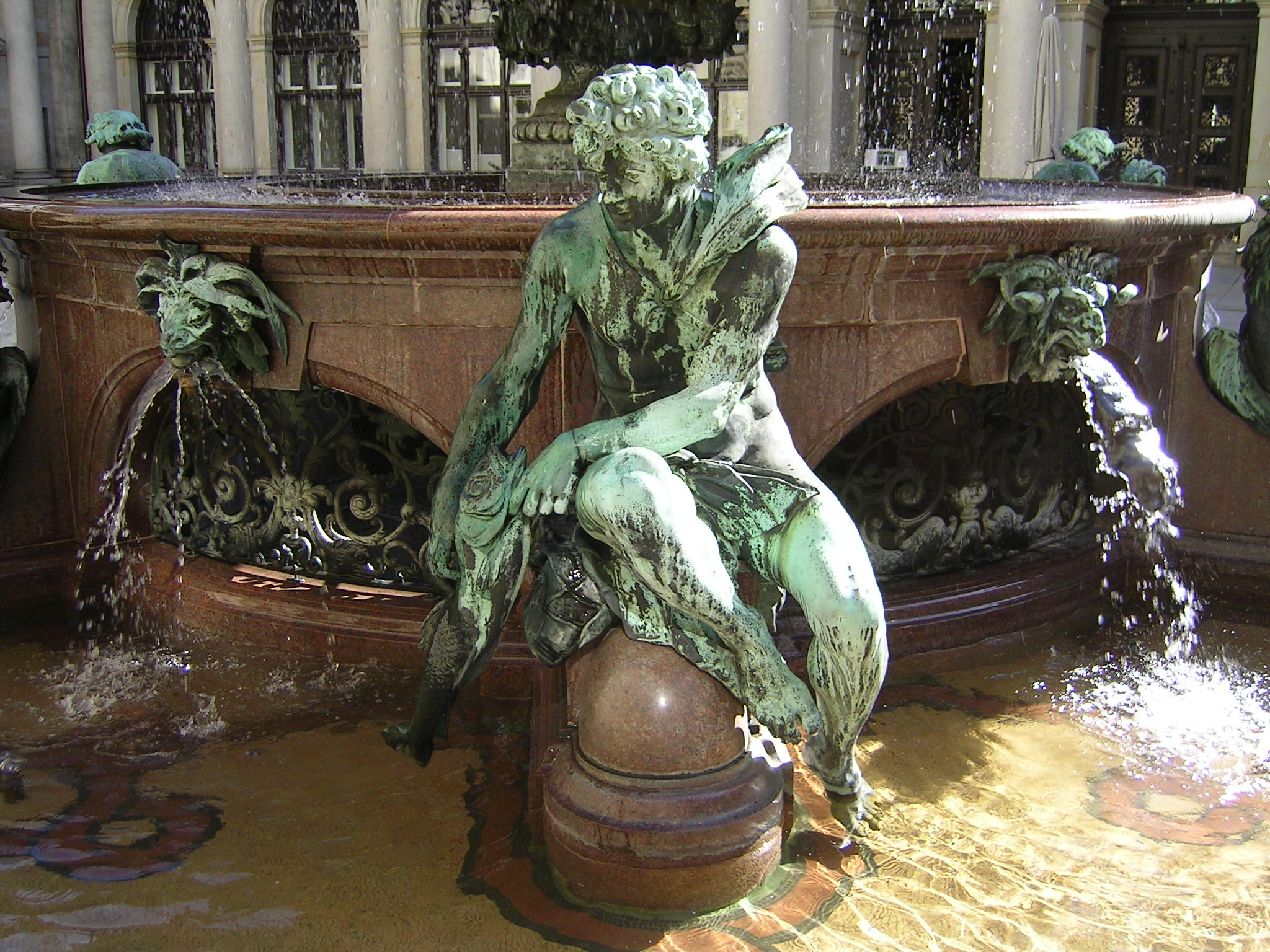
Municipio di Amburgo: Particolare della Fontana di Igea
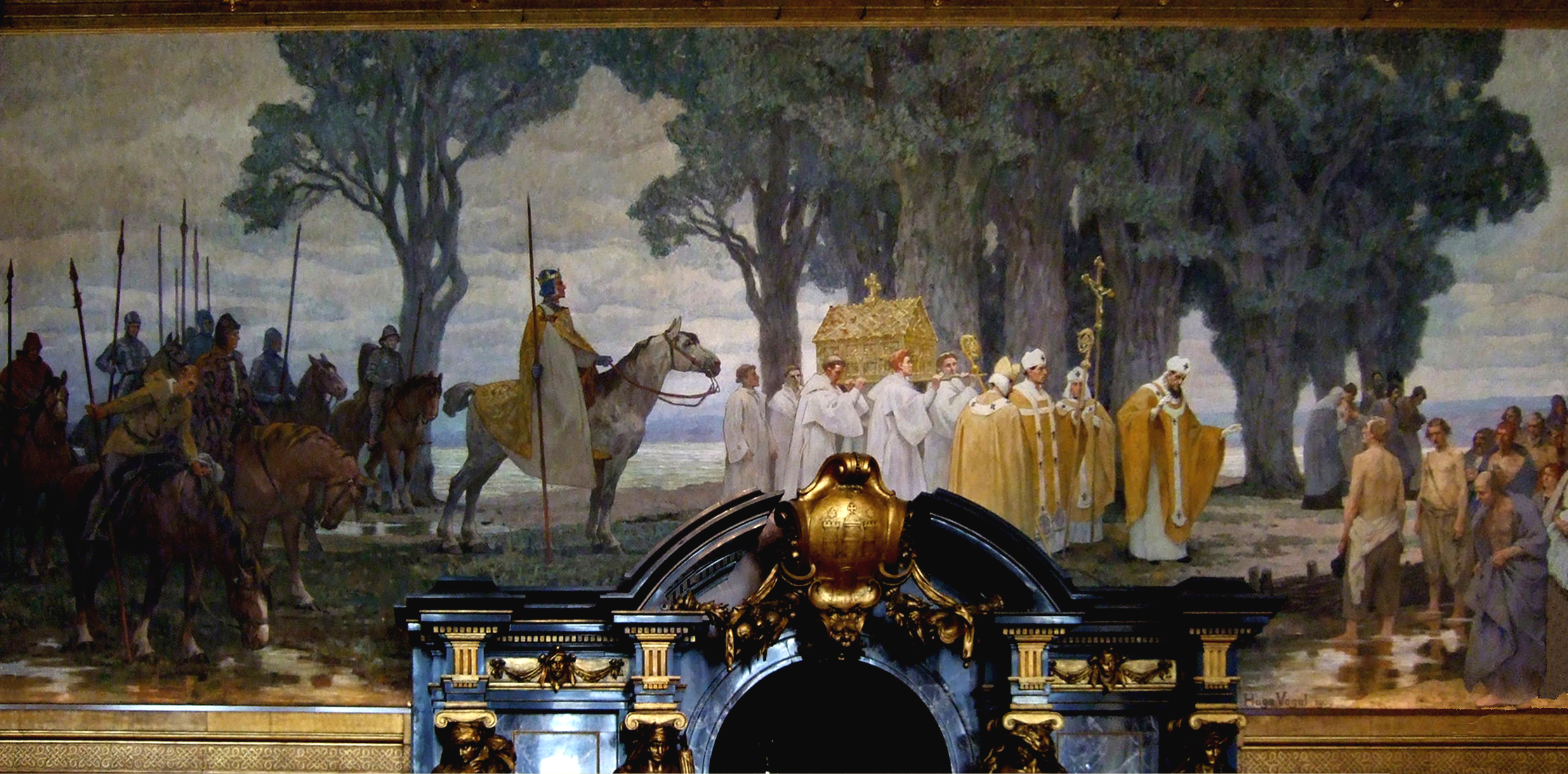
Municipio di Amburgo: Particolare della Festsaal
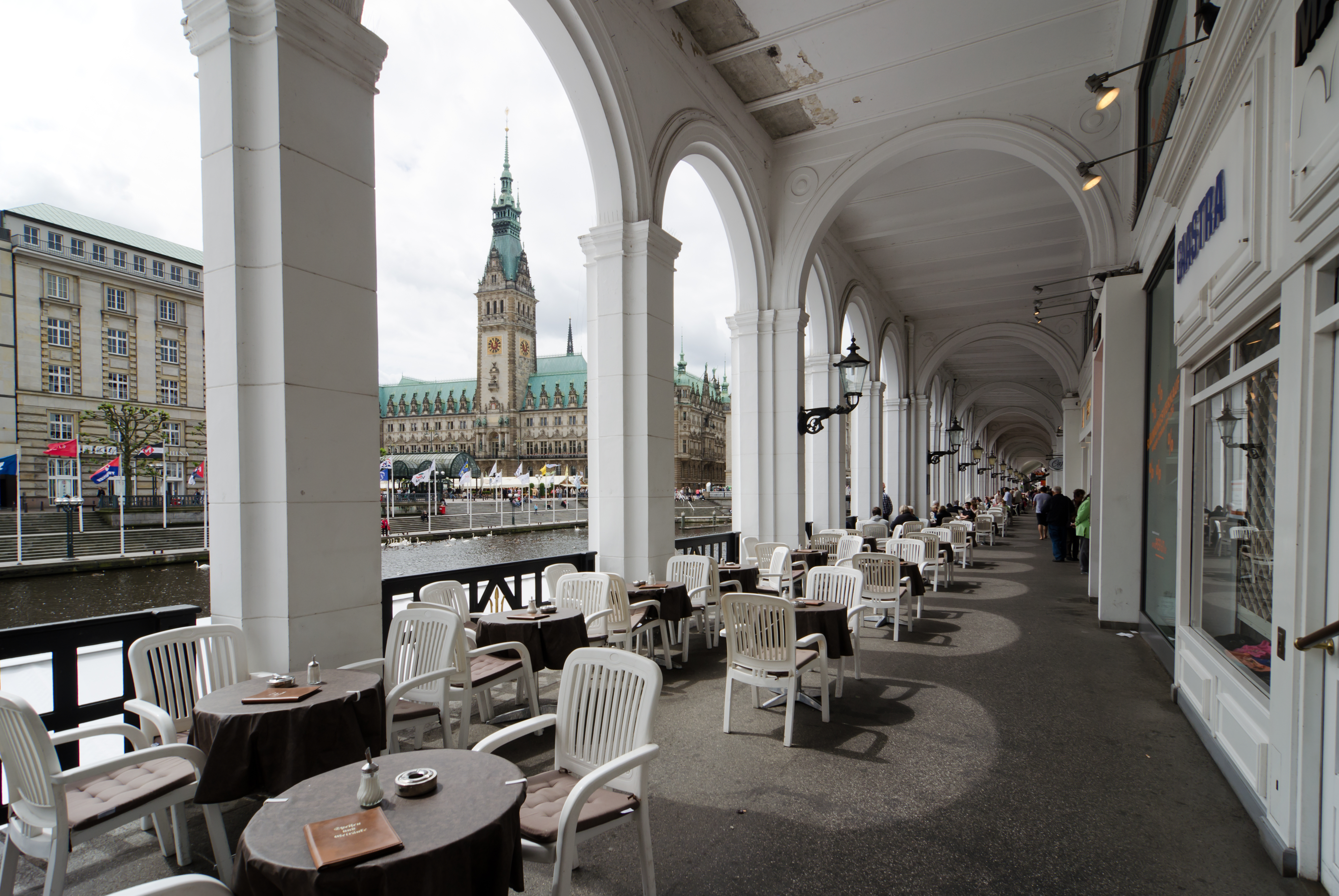
Il municipio di Amburgo visto dalle Alsterarkaden